# 그레이트 워터
그레이트 워터(Golemata Voda, The Great Water)는 미국에서 제작된 이보 트라코브 감독의 2004년 영화이다. 사소 케케노브스키 등이 주연으로 출연하였고 이보 트라코브 등이 제작에 참여하였다.

## 출연

### 주연
- 사소 케케노브스키
- 마야 스탠코브스카

### 조연
- 메토 요바노프스키
- 라드 세르베드지야

## 제작진
- Ass-PD: 블레림 데스타니
- 배역: 이보 트라코브